# Кастер (округ, Монтана)
Кастер (англ. Custer County) — один из округов штата Монтана, США. Административный центр — город Майлс-Сити.

## Название
Округ получил своё название в честь американского кавалерийского офицера Джорджа Армстронга Кастера.

## География
Расположен в юго-восточной части штата. Площадь округа составляет 9823,8 км²; из них суша составляет 9797,9 км², а внутренние воды — 25,9 км².

### Соседние округа
- Прери, Монтана — на севере
- Фаллон, Монтана — на востоке
- Картер, Монтана — на юго-востоке
- Паудер-Ривер, Монтана — на юге
- Розбад, Монтана — на западе
- Гарфилд, Монтана — на северо-западе

## Экономика
Основу экономики округа составляет животноводство (главным образом крупный рогатый скот) и богарное земледелие. Город Майлз-Сити является важным центром торговли для территории с радиусом около 100 миль вокруг города.

## Население
По данным переписи 2010 года население округа составляет 11 699 человек. По данным прошлой переписи 2010 года оно насчитывало 11 696 человек. По данным на 2000 год расовый состав был следующим: белые — 97,02 %; индейцы — 1,27 %; азиаты — 0,26 %; афроамериканцы — 0,09 %. Большая часть населения немецкого, норвежского, английского и ирландского происхождения. 96,8 % населения считает своим родным языком английский; 1,5 % — испанский и 1,2 % — немецкий.
Доля лиц в возрасте младше 18 лет — 25,10 %; лиц старше 65 лет — 17,10 %. Средний возраст населения — 39 лет. На каждые 100 женщин приходится в среднем 95,8 мужчин.